# Pablo Carreño-Busta
Pablo Carreño Busta (ur. 12 lipca 1991 w Gijón) – hiszpański tenisista, brązowy medalista igrzysk olimpijskich z Tokio (2020) w grze pojedynczej, zdobywca Pucharu Davisa.

## Kariera tenisowa
Jako zawodowy tenisista Carreño Busta występuje od 2009 roku.
W karierze wielokrotnie zwyciężał w turniejach ATP Challenger Tour w grze pojedynczej. W zawodach z cyklu ATP Tour Hiszpan wygrał 7 turniejów z 12 rozegranych finałów.
W grze podwójnej Hiszpan wygrał 4 turnieje ATP Tour z dziewięciu osiągniętych finałów. Hiszpan jest finalistą US Open 2016 wspólnie z Guillermem Garcíą Lópezem.
W reprezentacji Hiszpanii w Pucharze Davisa zadebiutował w 2016 roku. Podczas edycji 2019 był w składzie drużyny, która zdobyła trofeum.
Carreño Busta zdobył brązowy medal igrzysk olimpijskich w Tokio (2020) w singlu. W półfinale nie sprostał Karenowi Chaczanowowi, natomiast w meczu o brązowy medal pokonał Novaka Đokovicia 6:4, 6:7(6), 6:3.
Najwyżej sklasyfikowany w rankingu singlistów był na 10. miejscu (11 września 2017), natomiast w zestawieniu deblistów na 16. pozycji (17 lipca 2017).

### Finały w turniejach ATP Tour
| Legenda                                      |
| -------------------------------------------- |
| Wielki Szlem                                 |
| Igrzyska olimpijskie                         |
| Tennis Masters Cup / ATP Finals              |
| ATP Masters Series / ATP Tour Masters 1000   |
| ATP International Series Gold / ATP Tour 500 |
| ATP International Series / ATP Tour 250      |

#### Gra pojedyncza (7–5)
| Końcowy wynik | Nr | Data                 | Turniej        | Nawierzchnia  | Przeciwnik            | Wynik finału        |
| ------------- | -- | -------------------- | -------------- | ------------- | --------------------- | ------------------- |
| Finalista     | 1. | 27 lutego 2016       | São Paulo      | Ceglana       | Pablo Cuevas          | 6:7(4), 3:6         |
| Finalista     | 2. | 1 maja 2016          | Estoril        | Ceglana       | Nicolás Almagro       | 7:6(6), 6:7(5), 3:6 |
| Zwycięzca     | 1. | 27 sierpnia 2016     | Winston-Salem  | Twarda        | Roberto Bautista-Agut | 6:7(6), 7:6(1), 6:4 |
| Zwycięzca     | 2. | 23 października 2016 | Moskwa         | Twarda (hala) | Fabio Fognini         | 4:6, 6:3, 6:2       |
| Finalista     | 3. | 26 lutego 2017       | Rio de Janeiro | Ceglana       | Dominic Thiem         | 5:7, 4:6            |
| Zwycięzca     | 3. | 7 maja 2017          | Estoril        | Ceglana       | Gilles Müller         | 6:2, 7:6(5)         |
| Zwycięzca     | 4. | 29 września 2019     | Chengdu        | Twarda        | Aleksandr Bublik      | 6:7(5), 6:4, 7:6(3) |
| Zwycięzca     | 5. | 11 kwietnia 2021     | Marbella       | Ceglana       | Jaume Munar           | 6:1, 2:6, 6:4       |
| Zwycięzca     | 6. | 18 lipca 2021        | Hamburg        | Ceglana       | Filip Krajinović      | 6:2, 6:4            |
| Finalista     | 4. | 26 września 2021     | Metz           | Twarda (hala) | Hubert Hurkacz        | 6:7(2), 3:6         |
| Finalista     | 5. | 24 kwietnia 2022     | Barcelona      | Ceglana       | Carlos Alcaraz        | 3:6, 2:6            |
| Zwycięzca     | 7. | 14 sierpnia 2022     | Montreal       | Twarda        | Hubert Hurkacz        | 3:6, 6:3, 6:3       |

#### Gra podwójna (4–5)
| Końcowy wynik | Nr | Data                | Turniej        | Nawierzchnia | Partner                | Przeciwnicy                       | Wynik finału      |
| ------------- | -- | ------------------- | -------------- | ------------ | ---------------------- | --------------------------------- | ----------------- |
| Zwycięzca     | 1. | 6 lutego 2016       | Quito          | Ceglana      | Guillermo Durán        | Thomaz Bellucci Marcelo Demoliner | 7:5, 6:4          |
| Finalista     | 1. | 21 lutego 2016      | Rio de Janeiro | Ceglana      | David Marrero          | Juan Sebastián Cabal Robert Farah | 6:7(5), 1:6       |
| Finalista     | 2. | 27 lutego 2016      | São Paulo      | Ceglana      | David Marrero          | Julio Peralta Horacio Zeballos    | 6:4, 1:6, 5–10    |
| Finalista     | 3. | 10 września 2016    | US Open        | Twarda       | Guillermo García-López | Jamie Murray Bruno Soares         | 2:6, 3:6          |
| Finalista     | 4. | 2 października 2016 | Chengdu        | Twarda       | Mariusz Fyrstenberg    | Raven Klaasen Rajeev Ram          | 6:7(2), 5:7       |
| Zwycięzca     | 2. | 9 października 2016 | Pekin          | Twarda       | Rafael Nadal           | Jack Sock Bernard Tomic           | 6:7(6), 6:2, 10–8 |
| Zwycięzca     | 3. | 26 lutego 2017      | Rio de Janeiro | Ceglana      | Pablo Cuevas           | Juan Sebastián Cabal Robert Farah | 6:4, 5:7, 10–8    |
| Finalista     | 5. | 20 maja 2018        | Rzym           | Ceglana      | João Sousa             | Juan Sebastián Cabal Robert Farah | 6:3, 4:6, 4–10    |
| Zwycięzca     | 4. | 29 sierpnia 2020    | Nowy Jork      | Twarda       | Alex de Minaur         | Jamie Murray Neal Skupski         | 6:2, 7:5          |

### Nagrody i wyróżnienia
- ATP Awards w kategorii Most Improved Player of the Year, 2013